# Tell Ras Budran
Tell Ras Budran est un site d'Égypte antique sur lequel un ancien fort a été construit. Le site est situé dans la péninsule du Sinaï et se trouve à cent-cinquante mètres de la côte du golfe de Suez.

## Histoire
La plaine d'El-Markha est une région côtière clé qui servait de point d'ancrage aux expéditions égyptiennes se rendant dans la région minière du cuivre et de la turquoise dans le sud du Sinaï. L'expédition de l'université de Toronto a étudié un monticule à Ras Budran et a découvert une structure circulaire en pierre de la fin de l'Ancien Empire. Il s'agit de l'un des trois forts égyptiens identifiés entre le début de la période dynastique et l'Ancien Empire, qui vient s'ajouter aux deux sites dans le sud du Sinaï, soulignant l'importance du Sud-Sinaï pour les expéditions minières égyptiennes de cette période.
Le fort date de la IVe dynastie, au XXVIe siècle avant notre ère. Il était contemporain du port de Ouadi el-Jarf, situé de l'autre côté du golfe de Suez. Certains suggèrent donc que le fort était lié au port, puisque le port était le quartier général de certaines expéditions minières dans le Sinaï pendant la construction de la grande pyramide.
Le fort est parmi les plus anciens qui ont des créneaux et des bastions.

## Description
Le fort présente une conception circulaire inhabituelle pour une structure égyptienne ancienne et une application peu commune de la pierre à un fort. Sa construction, son occupation, sa destruction éventuelle et son abandon sont le reflet des documents contemporains de la fin de l'Ancien Empire concernant les campagnes égyptiennes contre les  asiatiques et le massacre par des Bédouins d'une expédition égyptienne au bord de la mer Rouge.

### Extérieur du fort
Le dégagement du sable le long des murs d'une grande partie du bâtiment a révélé une structure construite de petits blocs de calcaire bruts. De forme circulaire, son diamètre intérieur est d'environ trente mètres avec un mur de sept mètres d'épaisseur de large à la base, se rétrécissant à cinq mètres au sommet, ce qui fait un total d'environ quarante-quatre mètres comme diamètre extérieur.
Le côté ouest du fort comporte un bastion de quatre mètres de large à côté d'un passage d'entrée obstrué. Le bastion mesure jusqu'à 2,80 m de hauteur près de la porte et s'étend sur onze mètres vers l'ouest, permettant une couverture défensive contre le flanc droit exposé des attaquants potentiels.

### Intérieur du fort
Il y a de multiples canaux peu profonds à cinq mètres à l'est de l'entrée. Ces canaux contiennent des restes de racines minces, peut-être dues à la croissance de petits buissons dans la cour avant l'abandon du fort. 
La moitié ouest de la cour n'a pas révélé de structures intérieures, mais une série de fosses peu profondes, trois trous de poteau cylindriques profonds, un quatrième trou de poteau possible et un groupe de canaux peu profonds en forme de méandres. De nombreuses fosses peu profondes et de taille régulière reposent dans le sable contre le mur nord de la cour et pourraient représenter les multiples empreintes laissées par des jarres de stockage à base ronde. Les trous de poteau sont à peu près parallèles à la face intérieure du mur ouest, ce qui suggère la possibilité d'un auvent couvrant une partie de la cour ouverte.
Le côté nord de la cour a livré quelques morceaux d'argile brute et de poterie non cuite, suggérant la fabrication de poterie sur le site ou à proximité.